# 扎里奇涅 (圖利欽區)
48°42′6″N 28°47′38″E / 48.70167°N 28.79389°E
扎里奇涅（烏克蘭語：Зарічне）是位於烏克蘭西南部文尼察州圖利欽區的村莊，始建於1964年，面積5.41平方公里，海拔高度235米，2001年人口1,372，人口密度每平方公里253.6人。